# Turnford Brook
Der Turnford Brook ist ein Wasserlauf in Hertfordshire, England. Er entsteht aus drei kurzen gleichnamigen Quellflüssen westlich von Turnford und fließt in östlicher Richtung bis zu seiner Mündung in den Small River Lea in Turnford. In Turnford verläuft der Wasserlauf teilweise unterirdisch.